# For a Thousand Years
"For a Thousand Years" ("Durante mil anos") foi a canção que representou a Eslovénia no Festival Eurovisão da Canção 1999 que teve lugar em Jerusalém.
A referida canção foi interpretada em inglês (a primeira canção eslovena nesse festival, interpretada em inglês) por Darja Švajger. Foi a sexta canção a ser interpretada no evento, a seguir à canção do Reino Unido "Say It Again, interpretada pela banda Precious e antes da canção turca "Dön artık", cantada por Tuğba Önal. Terminou a competição em 11.º lugar, tendo recebido um total de 50 pontos. No ano seguinte, não participaria devido às fracas votações nos últimos 5 anos e regressaria em 2001, com a canção "Energy", interpretada por Nuša Derenda.

## Autores
- Letrista: Primož Peterca
- Compositor:Sašo Fajon

## Letra
A canção é uma balada de amor com a cantora dirigindo-se ao seu amante, mostrando os seus sentimentos em relação a ele. Ela espera que isso dure mil anos.

## Versões
Darja Švajger gravou uma versão em língua eslovena intitulada "Še tisoč let" ("Outros mil anos") que ela interpretou na seleção eslovena para o Festival Eurovisão da Canção 1999.